# Ибб
Ибб (араб. إب‎) — город в западной части Йемена.

## История
Вероятно, город был основан под названием Тсогха во времена правления царей Химьярского царства, как пункт и торговый центр на караванном пути от побережья Аравийского моря в Сану. Первое письменное упоминание о городе было в X веке.
На протяжении большей части своей истории, Ибб располагался на караванном пути из Адена в Сану.

## География
Расположен в юго-западной части страны, в 117 км к северо-востоку от города Моха. Административный центр одноимённой мухафазы.
Город Ибб построен в горах Джабаль-Бадан, с видом на пышную зелёную сельскую местность и окружён несколькими горами. Интересен своей архитектурой.

## Климат
| Показатель                    | Янв. | Фев. | Март | Апр. | Май  | Июнь | Июль | Авг. | Сен. | Окт. | Нояб. | Дек. | Год  |
| ----------------------------- | ---- | ---- | ---- | ---- | ---- | ---- | ---- | ---- | ---- | ---- | ----- | ---- | ---- |
| Средний суточный максимум, °C | 23,9 | 25,1 | 27,5 | 27,9 | 29,9 | 30,8 | 29,5 | 28,6 | 28,9 | 27,5 | 25,1  | 23,4 | 27,3 |
| Средняя температура, °C       | 15,9 | 17,0 | 19,4 | 20,4 | 22,3 | 23,0 | 23,2 | 22,3 | 21,7 | 20,1 | 18,1  | 16,2 | 20,0 |
| Средний суточный минимум, °C  | 8,0  | 8,9  | 11,3 | 12,9 | 14,7 | 15,2 | 16,9 | 16,0 | 14,5 | 12,8 | 11,1  | 9,0  | 12,6 |
| Норма осадков, мм             | 8    | 10   | 23   | 48   | 61   | 30   | 82   | 110  | 53   | 16   | 10    | 3    | 454  |
| Источник:                     |      |      |      |      |      |      |      |      |      |      |       |      |      |

## Описание города
Большинство улиц в Старом невозможно использовать для перемещения на автомобилях. Дома построены с использованием каменных блоков — иначе, чем в других йеменских городах. Многие работы по дереву на старых дверях были сделаны еврейскими ремесленниками, жившими в городе до 1948 года.
Ряд исторически важных зданий в Старом городе построен ещё до появления ислама. Например, аль-Баяда, который, как считают, был построен для химьяритской принцессы с воздушной кожей.
В Старом городе есть несколько важных мечетей — в том числе Старая мечеть, построенная во время правления второго мусульманского халифа Омар ибн аль-Хаттаба, а также мечеть и красно-кирпичный минарет аль-Джалалийя, датируемые периодом османской оккупации в XVIII веке.

## Население
| 1994    | 2004    | 2012    | 2013    |
| ------- | ------- | ------- | ------- |
| 103 312 | 208 844 | 331 146 | 350 864 |

## Галерея
- Вид на окружающую город Ибб местность.
- Вид на город Ибб. Современный район города.
- Постройки в Старом городе Ибб.
- Окна в городе Ибб. Работа по дереву.
- Йеменские мужчины из города Ибб.
- Мужчина из города Ибб.